# Biagio Puccini

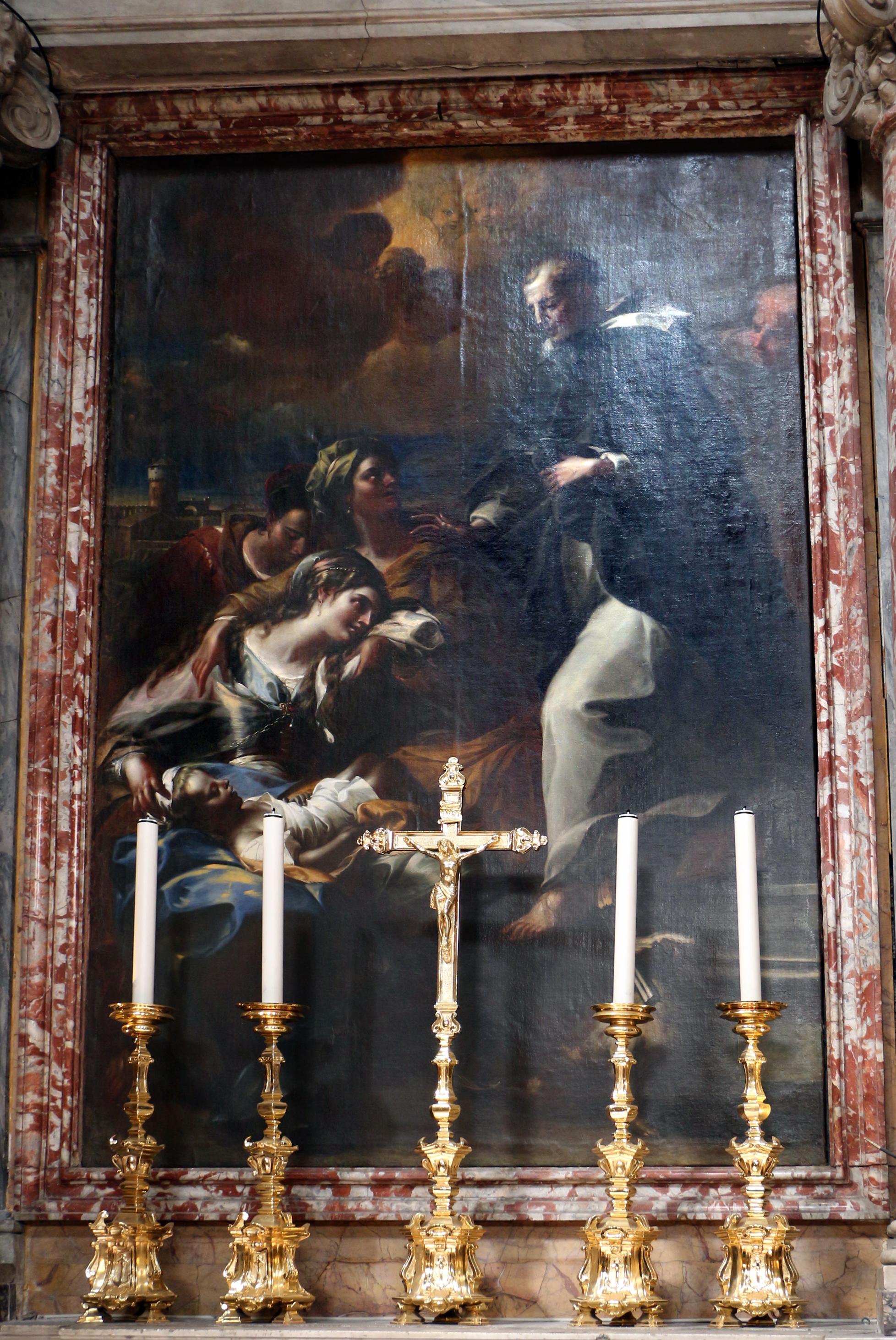
Den helige Dominikus uppväcker en pojke, Santa Caterina da Siena a Magnanapoli, Rom.

Biagio Puccini, född den 24 juni 1675 i Rom, död där den 27 december 1721, var en italiensk målare och gravör. Han gick i lära hos Antonio Gherardi och lät sig influeras av Carlo Maratta, Giuseppe Ghezzi, Giovanni Lanfranco och Giacinto Brandi.

## Verk i urval
- Fresker i Cappella di Sant'Andrea Corsini i Santa Maria in Transpontina
- Fresker i Santa Brigida a Campo dei Fiori
- Den Obefläckade Avlelsen i Santa Croce e San Bonaventura dei Lucchesi
- Den helige Dominikus uppväcker en pojke i Santa Caterina da Siena a Magnanapoli
- Den helige Julian Hospitator i Sant'Eustachio
- Fresker i San Paolo alla Regola
- Fresker, bland annat Den heliga Agatas martyrium, i Sant'Agata in Trastevere
- Altarmålning i sakristian i Santa Maria dei Miracoli
- Påve Silverius i Santo Stefano degli Abissini
- Den Obefläckade Avlelsen i  San Bernardino da Siena ai Monti
- Fresker i San Bernardino da Siena ai Monti
- Nedtagandet från Korset i sakristian i Santa Maria in Montesanto